# Tylomelania perfecta
Tylomelania perfecta е вид коремоного от семейство Pachychilidae.